# Asociación Suiza de Profesores de Español

La Asociación Suiza de Profesores de Español (ASPE) (en alemán: Schweizerische Vereinigung der Spanischlehrer) (en francés:Association suisse des professeurs d'espagnol) (en italiano: Associazione svizzera dei professori di spagnolo),  es una organización profesional fundada en 1980 en Suiza. Dedicada a la formación de docentes o profesores universitarios de Suiza, respecto a a la enseñanza de la lengua española. Actualmente el español en el país es hablado solo por el 1,7%, debido a la inmigración de españoles residentes en el país, hoy en día el español es una de las lenguas extranjeras más habladas del país e incluso desplaza al italiano (también lengua oficial) en el interés de los estudiantes. En Suiza, debido a la numerosa colonia española (más de 90.000 personas), la difusión del castellano es una labor muy activa, cuando se establecieron los primeros cursos con el fin de que los alumnos mantuvieran los vínculos culturales con España. El Gobierno español, a través del Ministerio de Educación, imparte clases de español gratuitas y voluntarias a los hijos de familias españolas en distintos países con tradición migratoria, entre ellos Suiza, en el marco de programa de Agrupaciones de Lengua y Cultura. El Ministerio de Educación de España, tiene en la capital helvética la Consejería de Educación y seis agrupaciones de Lengua y Cultura en todo el país como Basilea, Berna, Ginebra, Lausana, San Gall y Zúrich. Las clases tiene lugar en aulas de centros educativos suizos en las distintas localidades o municipios, con una duración de tres horas semanales.